# Passiflora colinvauxii
Passiflora colinvauxii je biljka iz porodice Passifloraceae. 